# BPM (堂本光一のアルバム)
『BPM』（ビーピーエム）は、2010年9月1日にリリースされた堂本光一の2枚目のアルバム。発売元はジャニーズ・エンタテイメント。

## 解説
前作『mirror』から約4年振りとなる、堂本2枚目となるソロアルバムで、完全初回限定盤、通常盤(初回生産限定)、通常盤の3種類で発売された。
今作も作曲を自身で担当している。
シングル「妖 〜あやかし〜」を含む、全11曲が収録されている（通常版のみ全13曲）。初回版にはスペシャルブックレット、2009年に行われたソロコンサート「Best Performance and Music」の映像が収録されている。通常盤（初回生産限定）には2010年公演の「Endless SHOCK」より今アルバムの11曲目に収録されている「SOLITARY」の映像を収録したDVDとロゴステッカーが封入されている。通常版にはボーナストラックとして、「妖 〜あやかし〜」を2010バージョンとして新たにアレンジしたものと米寿司名義で発売された「No more」を堂本光一バージョンとしてアレンジしたものが収録されている。

## 収録曲
1 - 11曲までは全て共通。12、13曲目は通常盤のみ収録。
1. Bad Desire
(作詞:EMI K.Lynn　作曲:堂本光一　編曲:HARANHN　コーラスアレンジ:岩田雅之)
シングル曲ではないが、PVが作られた。PVにはK'suke（先生と僕）も出演している。
2. IN & OUT 
(作詞:白井裕紀/新美香　作曲:堂本光一　編曲:SHARK　コーラスアレンジ:竹内浩明/亜美)
3. 妖〜あやかし〜
(作詞:白井裕紀/新美香　作曲:堂本光一　編曲:CHOKKAKU　コーラスアレンジ:竹内浩明/亜美) 
2枚目のソロシングルである。
4. 暁
(作詞:白井裕紀/新美香　作曲:堂本光一　編曲:高橋哲也　ストリングスアレンジ:佐藤泰将)
5. Slave of love
(作詞:海老根祐子　作曲:堂本光一　編曲:真下正樹　コーラスアレンジ:竹内浩明/亜美)
6. absolute love
(作詞:堀江里沙　作曲:堂本光一　編曲:7.4.7　コーラスアレンジ:竹内浩明　ストリングスアレンジ:佐藤泰将)
7. VANISH
(作詞:EMI K. Lynn　作曲:堂本光一　編曲:真下正樹　コーラスアレンジ:Ko-saku)
8. Bounce up
(作詞:白井裕紀/新美香　作曲:堂本光一　編曲:岩田雅之)
9. Love Shines
(作詞:Satomi　作曲:堂本光一　編曲:石塚知生)
10. Bad Desire-remix-
(作詞:EMI K. Lynn　作曲:堂本光一　編曲:HARANHN)
このアルバムの1曲目のBad Desireのアレンジバージョン。
11. SOLITARY
(作詞:白井裕紀/新美香　作曲:Freakchild/Alexandra Prinz　編曲:石塚知生　コーラスアレンジ:竹内浩明/亜美)
2010年公演の「Endless SHOCK」で初披露された。
12. 妖〜あやかし〜-2010-
(作詞:白井裕紀/新美香　作曲:堂本光一　編曲:J.kang)
通常盤のみ収録。2009年発売されたシングル、妖〜あやかし〜をアレンジした2010年バージョン。
13. No more-ver.DK- 
(作詞:白井裕紀/新美香　作曲:Thomas G:son　編曲:石塚知生)
通常盤のみ収録。米寿司名義で発売されたシングル、No moreを堂本光一バージョンとしてアレンジしたもの。